# Louis Antoine de Bougainville
Louis Antoine de Bougainville gróf (Párizs, 1729. november 12. – Párizs, 1811. augusztus 31.) francia admirális és felfedező; az első francia, aki körbehajózta a Földet.

## Ifjúsága
Louis Antoine de Bougainville 1729. november 12-én született Párizsban. Apja, Pierre-Yves châtelet-i jegyző és városi tanácstag volt, anyja pedig a bátyja révén Madame Pompadourral kapcsolatban álló Marie-Françoise d'Arboulin. Louis az ötödik, legkisebb gyermekük volt. Ötéves korában elvesztette anyját. A Sorbonne-on tanult matematikát és jogot, majd a párizsi parlament jogászaként kezdett el dolgozni, de apja halála után beállt a hadseregbe, ahol nagybátyja támogatását élvezhette. 1754-ben az ottani francia követség titkáraként Londonba küldték, a következő évben pedig az integrálszámításról írt két könyve révén beválasztották a Royal Society tagjai közé.

## A hétéves háború

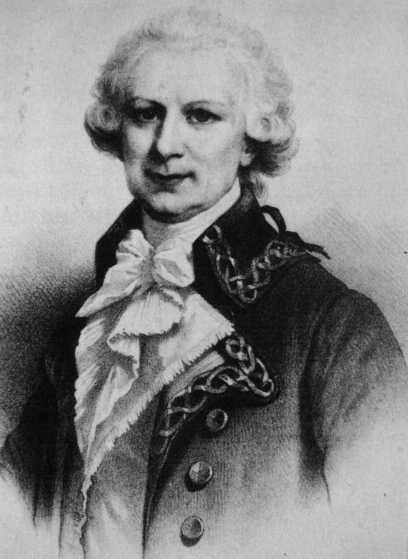
Louis Antoine de Bougainville

A hétéves háború keretein belül Franciaország és Nagy-Britannia észak-amerikai gyarmatai között is dúlt a harc. Bougainville 1756-ban dragonyosszázadosként és Montcalm márki szárnysegédjeként Kanadába utazott. Végigharcolta a háborút, részt vett az Oswego-erőd 1756-os és a William Henry-erőd 1757-es elfoglalásában és 1758-ban megsebesült a Carillon-erőd sikeres megvédése közben. A következő télen Montcalm visszaküldte Franciaországba, hogy szerezzen utánpótlást a gyarmati hadseregnek. Odahaza előléptették ezredessé és megkapta a Szent Lajos-rendet, de csak névleges mennyiségű készleteket kapott.
Miután visszatért a gyarmatokra 1759-ben részt vett Québec védelmében. Ezerfős csapatával a Szent Lőrinc-folyó északi partján őrjáratozott és több ízben megakadályozta, hogy az angolok átkeljenek a folyón. A Québec alatti Ábrahám-síksági döntő csatára azonban nem sikerült időben odaérkeznie. A csata után öt nappal (szeptember 18-án) Montcalm elesett, miközben a várost próbálta felmenteni. Bougainville-t az új főparancsnok, Chevalier de Lévis a nyugati védelmi vonalra küldte; Île-aux-Noix szigetén próbálta feltartóztatni a brit előrenyomulást. Bougainville a parancsnok mellett volt, amikor az utolsó francia kézben lévő erődbe húzódtak vissza a Szent Lőrinc-folyó Szent Ilona-szigetén és az 1761-es kapitulációkor is.
A kapituláció feltételei között szerepelt, hogy a továbbra is dúló hétéves háborúban nem harcolhatnak az angolok ellen, így miután visszaszállították Franciaországba diplomáciai megbízásokat vállalt és részt vett a háborút lezáró párizsi béke tárgyalásain, ahol végül Új Franciaország nagy része Nagy-Britanniához került.

## A Malvin-szigeteki kolónia

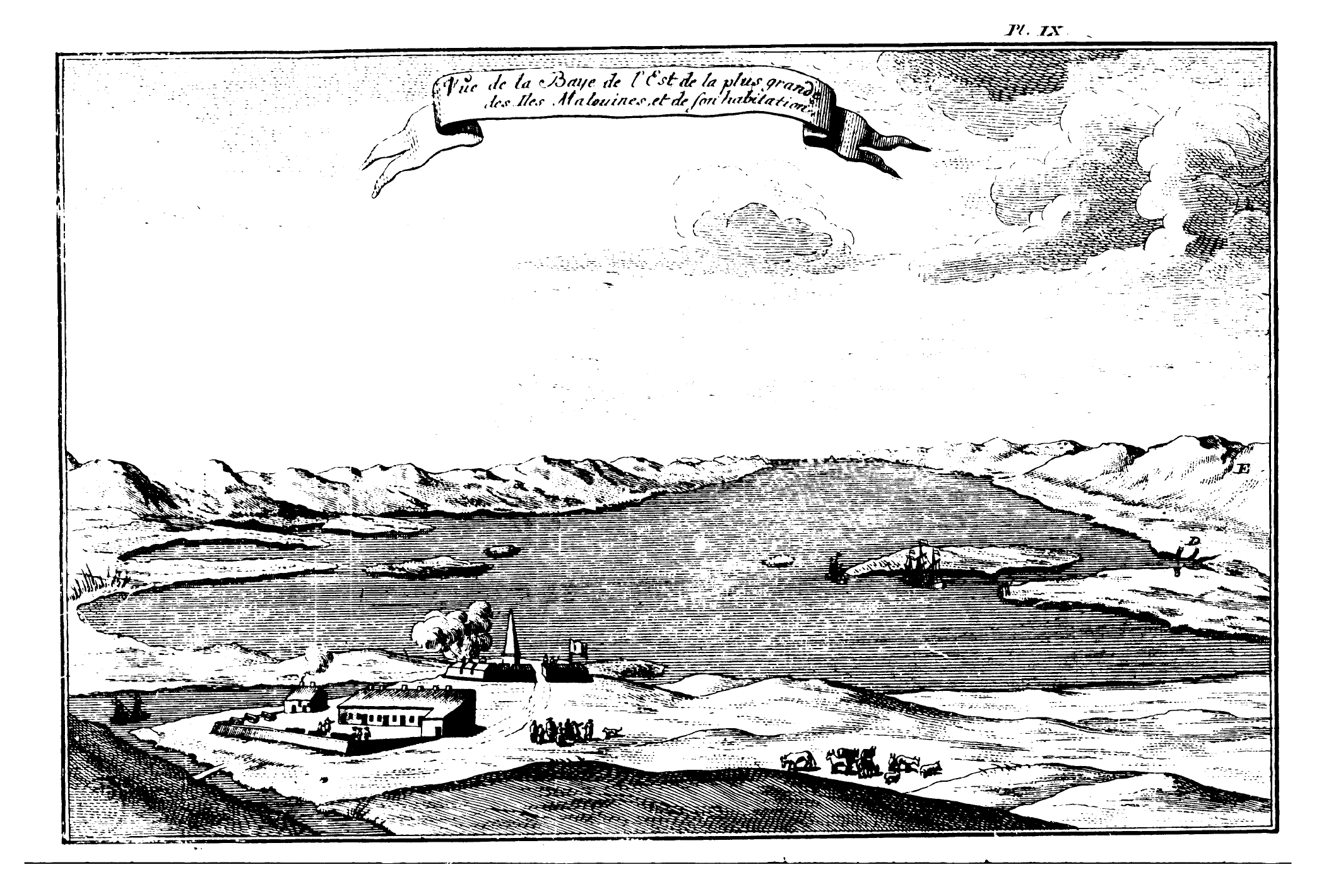
Port Louis 1769-ben

Kanada elvesztése után a franciák az alig feltárt Malvin-szigeteken (Falkland-szigeteken) kívántak gyarmatot létrehozni. Bougainville magára vállalta az expedíció költségeit. 1763. szeptember 15-én két hajóval (a L'Aigle fregattal és a Le Sphinz szlúppal) indultak el és 1764 januárjának végén érkeztek a szigetekhez. Bougainville megalapította a XV. Lajosról elnevezett Port Louis-t, április 5-én formálisan is országa birtokába vette a szigeteket, majd visszatért Franciaországba. A király szeptember 12-én ratifikálta az új gyarmat alapítását.
A spanyol kormány tiltakozása miatt azonban Lajos úgy döntött, hogy inkább eladják nekik a kolóniát. Bár a szigeteket a spanyolok korábban is saját területüknek tekintették, hajlandóak voltak fizetni érte, és Port Louis-t is megtartották, hogy megakadályozzák az angolok betelepülését. Bougainville, költségei megtérítéseként 200 ezer frankot kapott Párizsban és további 500 ezret Buenos Airesben, amikor 1766 végén Dél-Amerikába hajózott a francia telepesek evakuálására és Port Louis átadására.

## A Föld körülhajózása

Bougainville útja a világ körül

1766-ban Bougainville engedélyt kért XV. Lajostól, hogy első franciaként világkörüli expedícióra induljon. 1766. november 15-én indult el Nantes-ból a La Boudeuse fregattal. Tudósokat is vitt magával, a csillagász Pierre-Antoine Veront, az orvos Louis-Claude Laporte-ot és François Vives-t, a térképész Charles Routier de Romainville-t, a történész Louis-Antoine Starot de Saint-Germaint, valamint a botanikus Philibert Commerçont, aki elnevezte róla a Bougainvillea növénynemzetséget, és aki férfiruhában magával vitte szeretőjét, Jeanne Barét, aki így az első világot körbehajózó nő lett.
Útközben kikötöttek Brestben, ahonnan december 5-én indultak az óceánnak. Bougainville először Montevideóba és a Malvin-szigetekre hajózott, ahol átadta a spanyoloknak a gyarmatot. Utána északnak fordult, 1767 június 13-án kikötött Rio de Janeiróban, ahol csatlakozott hozzá az expedíció másik hajója, az Étoile. Ezután átkeltek a Magellán-szoroson és 1768. március 22-én megérkeztek a Tuamotu-szigetcsoporthoz. Április 2-án partra szállt Tahitin, amiről úgy vélte, hogy ő fedezte fel (valójában az angol Samuel Wallis egy évvel előtte már járt ott) és elnevezte Nouvelle Cythère-nek. Egy fiatal tahiti bennszülött önként vele tartott, de nem sokkal azután, hogy megérkeztek Franciaországba, meghalt himlőben. 

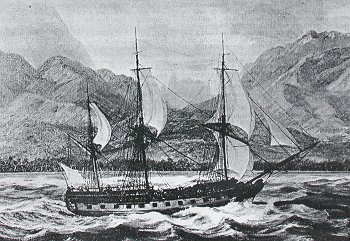
A La Boudouse

Tahiti után nyugatnak indult Szamoa és az Új-Hebridák felé, a déli kontinenst keresve. Június 4-én az útját álló erős hullámzás miatt északkeletnek fordult, így majdnem felfedezte a Nagy Korallgátat. Áthajózott a Salamon-szigetek között, de az ellenséges bennszülöttek miatt nem kötött ki, majd felfedezte a Bougainville szigetét. Új-Írország szigetén megtámadtak a helybeliek, majd Új-Guinea északi partját érintve áthajózott az indonéz szigetvilágon és kikötött Batáviában.
Bougainville ezután hazaindult és 1769. március 16-án érkezett meg St. Malóba, teljesítve ezze a Föld körbehajózását. Az út során a 330 közül hét emberét vesztette el, ami a kor viszonyaihoz képest elképesztően alacsonynak számított.
1771-ben közzétette az útjáról szóló leírást (Le voyage autour du monde, par la frégate La Boudeuse, et la flûte L'Étoile), amiben leírta Argentína, Patagónia, Tahiti és Indonézia földrajzát, élővilágát és néprajzát. A könyv nagy szenzációt keltett, különösen Tahiti leírása, amit Bougainville földi paradicsomként mutatott be, ahol a bennszülöttek ártatlan életüket élik, távol a civilizáció romlottságától. A leírás jól illett a korabeli francia filozófusok, Jean-Jacques Rousseau és Denis Diderot népszerű "nemes vadember" és a "vissza a természethez" eszméihez.

## Amerikai függetlenségi háború

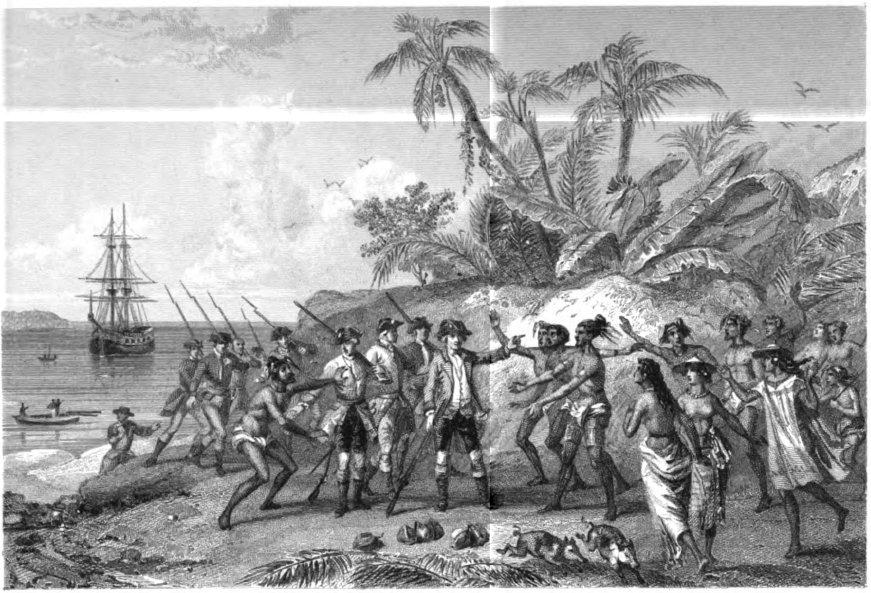
Bougainville Tahitin (1846)

1770 márciusában formálisan is felvették a francia haditengerészet kötelékébe kapitányi rangban. 1775-ben a Terpsichore fregatton, majd 1776-ban a Solitaire-en szolgált, 1777-ben pedig ő volt a Bien-Aimé parancsnoka. 1778-ban a Guerrier kapitányaként elkísérte d’Estaing altengernagyot, aki a lázadó gyarmati erőket segítette az amerikai függetlenségi háborúban. Bougainville részt vett Grenada elfoglalásában 1779 július 6-án, és a Savannah elleni sikertelen támadásban három hónappal később. Előléptettek ellentengernaggyá és 1781-ben kitüntette magát a Chesapeake Bay-i tengeri ütközetben, ahol a franciák döntő győzelme nagy szerepet játszott a háború lezárásában és a britek vereségében.
A következő évben, azonban a karibi Îles des Saintes-i csatában a parancsnoksága alá tartozó hat hajóval visszavonult (utóbb úgy védekezett, hogy félreértette a jelzéseket) és de Grasse admirális őt okolta a vereségért. Haditörvényszék elé is került emiatt és megrovást kapott.

## A forradalom és a császárság idején
Az 1783-as békekötés után visszatért Párizsba. A tengerészeti miniszter tanácsadója volt tudományos kérdésekben, ám nem támogatták javaslatát egy északi-sarki expedícióra. 1787-ben a Francia Tudományos Akadémia tagja lett. 1790-ben a bresti flotta vezetésével bízták meg, de a legénység forradalmi hangulata és engedetlensége miatt lemondott. 1791-ben altengernaggyá nevezték ki. A francia forradalomban a király pártján állt, azért a terror idején letartóztatták és csak Robespierre bukása után szabadult ki. Egy időre visszavonult normandiai birtokára, majd visszatért Párizsba. 1799-ben Napóleon szenátorrá nevezte ki, 1804-ben pedig kitüntette a Becsületrenddel.

## Családja

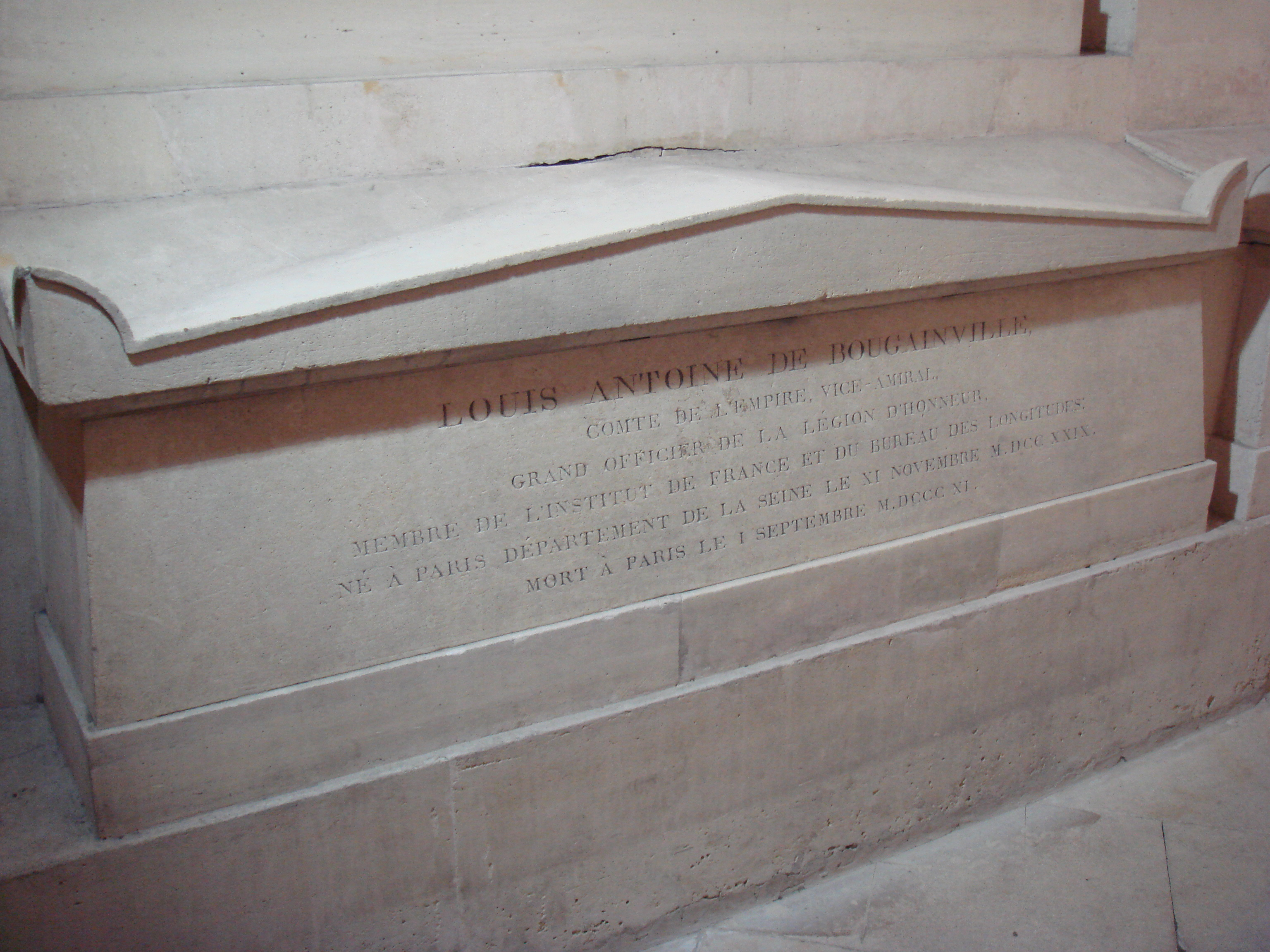
Bougainville sírja a párizsi Panthéonban

Bougainville 1781 januárjában Brestben vette feleségül Marie Joséphine Flore de Longchamps Montendre-t. Négy fiuk született:
- Hyacinthe Yves Philippe Potentieu de Bougainville (1781. december 26. – 1846. október 10.), tengerész, ellentengernagy, maga is körbehajózta a Földet
- Amand Charles Augustin de Bougainville (1785 – 1801. május 24.) 16 évesen belefulladt birtokukon a Yères folyóba
- Jean Baptiste Hyacinthe Alphonse de Bougainville (1788. november 19. – 1861. május 11.) lovassági ezredes
- Adolphe Louis Olimpe de Bougainville (1796. március 17 – 1854. július 30.)

Louis Antoine Bougainville 1811. augusztus 31-én halt meg, 81 éves korában. Nevét viseli az Új-Guineától keletre fekvő Bougainville sziget és az azt Choiseul szigetétől elválasztó Bougainville-szoros; a Falkland-szigetek egyikének, a Lively Islandnak spanyol elnevezése (Isla Bougainville); a Bougainvillea növénynemzetség és a francia flotta összesen 13 hajója.

## Források

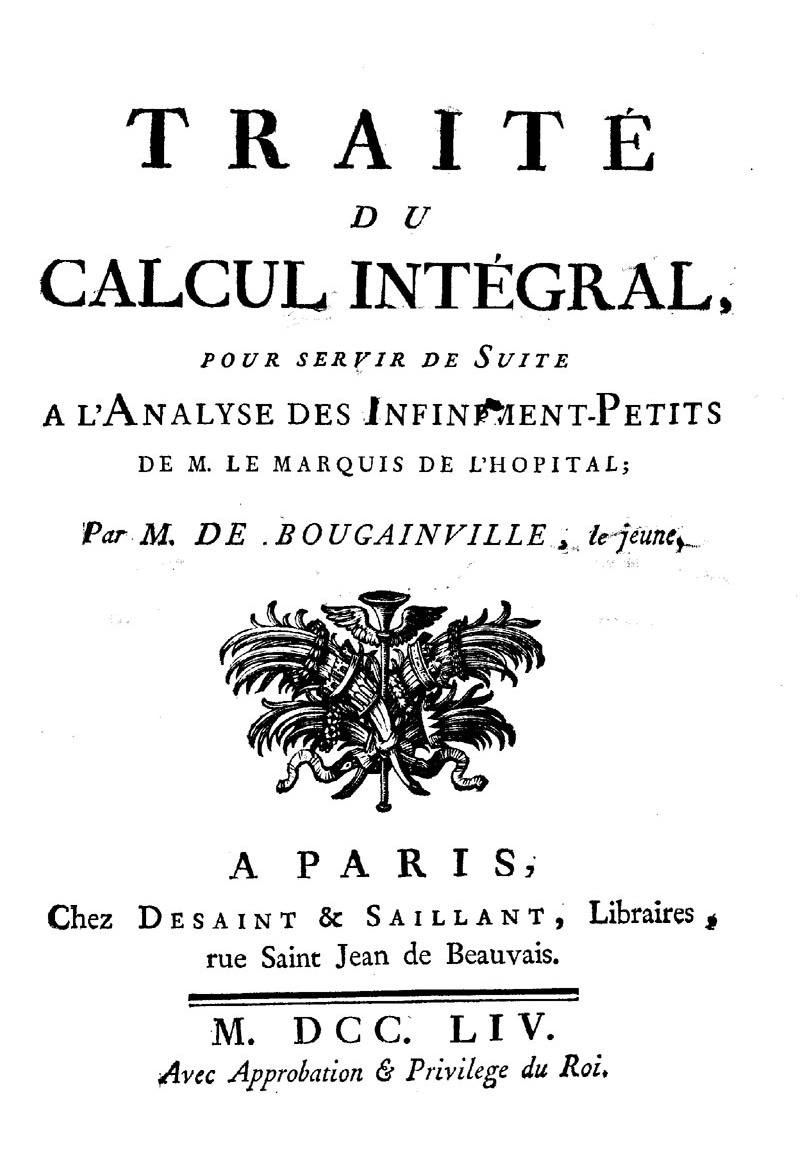
Traité du calcul intégral, 1754

## Fordítás
- Ez a szócikk részben vagy egészben  a   Louis Antoine de Bougainville című angol Wikipédia-szócikk ezen változatának fordításán alapul.  Az eredeti cikk szerkesztőit annak laptörténete sorolja fel. Ez a jelzés csupán a megfogalmazás eredetét és a szerzői jogokat jelzi, nem szolgál a cikkben szereplő információk forrásmegjelöléseként.